# Ameiva ameiva
O calango-verde (nome científico: Ameiva ameiva) é uma espécie de lagarto da família Teiidae. Possui uma ampla distribuição geográfica, sendo encontrado na América Central e do Sul e em algumas ilhas do Caribe. No Brasil, ocorre em diferentes ambientes, desde a Floresta Amazônica, a Caatinga e em algumas partes do Cerrado.

## Outros nomes e etimologia
Também conhecido como lagarto-verde, jacarepinima, bico-doce e calango-bico-doce, ameiva, laceta ou tijubina. Devido à sua semelhança com um fóssil encontrado no Ceará, um de seus nomes populares foi emprestado à espécie pré-histórica Tijubina pontei.

## Distribuição e habitat
São encontrados desde a costa leste do Brasil, passando pelo interior da América do Sul central, até as costas oeste da Colômbia, Equador e Peru. Eles são encontrados no extremo sul até as porções do norte da Argentina, através da Bolívia e Paraguai e no extremo norte da Guiana Francesa, Suriname, Guiana, Trinidad, Tobago e Panamá. Recentemente, eles foram introduzidos em áreas da Flórida.
A distribuição deste lagarto pode estar se expandindo em associação com o desmatamento, e a espécie pode ter se dispersado recentemente no sudoeste do Panamá e na Costa Rica em associação com o estabelecimento de extensas plantações de banana.

## Descrição
Ameiva ameiva tem um corpo alongado, cabeça pontuda, língua ligeiramente bifurcada e patas traseiras musculosas. São lagartos de tamanho médio, podendo alcançar 55 cm de comprimento. Possui a coloração que mescla castanho, creme, verde e alguns tons azuis. As fêmeas geralmente têm muito menos verde do que os machos e uma cor verde mais empoeirada. Os machos têm coloração verde vibrante e manchas mais fortes. Os machos também têm papada mais expandida. A cauda é longa e atinge de 65 a 70% do comprimento total. Os machos têm cabeças e membros maiores do que as fêmeas do mesmo comprimento.
Fêmeas e machos apresentam 15-24 poros femorais em cada membro. O tamanho dos poros é semelhante em machos e fêmeas, com cerca de 1 mm de diâmetro. Os poros femorais são fáceis de ver e as escamas que os prendem são especializadas. Esta especialização ajuda a identificar a diferença entre aquelas e outras escamas na área circundante da perna traseira. O resto do corpo é coberto por escamas lisas.

## Ecologia e comportamento
Possui hábitos diurnos, passando grande parte do dia se aquecendo ao sol. Sua dieta é oportunista e generalizada, consistindo primariamente de insetos, mas também pode se alimentar de pequenos vertebrados.

## Reprodução
O macho persegue a fêmea e quando a alcança, posiciona-se sobre ela, mordendo a região da nuca. Após o acasalamento, a fêmea deposita entre 2 e 6 ovos em meio às folhas. Os filhotes nascem após cerca de dois a três meses de incubação.
As fêmeas carregam seus ovos por um curto período de tempo e tendem a permanecer em suas tocas durante esse período. Uma vez que os ovos são postos, o tempo de incubação é de cerca de 5 meses, com a descendência geralmente eclodindo no início da estação chuvosa. Os machos juvenis tendem a crescer mais rápido do que as fêmeas. A maturidade é alcançada quando o comprimento da cloaca atinge 100 mm, ocorrendo cerca de 8 meses após a eclosão para machos e fêmeas.